# Manuel Ruiz i 10 companys màrtirs de Damasc
Els Màrtirs Franciscans de Damasc són un grup d'onze franciscans, set d'ells espanyols, morts màrtirs a mans dels musulmans el 10 de juliol de 1860. Són venerats com a sants per l'Església catòlica.

## Història
Sis d'ells eren preveres de l'Orde de Frares Menors, dos n'eren professors i tres, germans llecs. Formaven una comunitat establerta a Damasc per tal d'evangelitzar a la regió.
Eren:
- Pares franciscans:
  - Manuel Ruiz (San Martín de Ollas, Cantàbria, 5 de maig de 1804), superior de la comunitat;
  - Carmelo Bolta Bañuls (el Real de Gandia, província de València, 29 de maig de 1803);
  - Engelbert Kolland (Ramsau, prop de Salzburg, Àustria, 21 de setembre de 1827);
  - Nicanor Ascanio (Villarejo de Salvanés, província de Madrid, 1814);
  - Pedro Soler (Llorca, Múrcia, 28 d'abril de 1827);
  - Nicolás Alberca y Torres (Aguilar de la Frontera, Còrdova, 10 de setembre de 1830).
- Germans professors:
  - Francisco Pinazo Peñalver (Alpont, província de València, 24 d'agost de 1802);
  - Juan Jacobo Fernández (Carballeda, Ourense, 29 de juliol de 1808).
- Germans llecs, laics libanesos de religió maronita: 
  - Francesc, Abd-el-Mooti i Rafael Massabki.

La nit del 9 al 10 de juliol de 1860, foren atacats per drusos de Damasc, durant una campanya de persecució contra els cristians. Els onze es tancaren al convent, però algú (potser un servent de la comunitat) va obrir les portes als atacants i aquests entraren i mataren els onze franciscans.
Els onze foren beatificats per Pius XI el 10 d'octubre de 1926 i la seva festa es fixà el 10 de juliol. El maig de 2024, el papa Francesc aprovà el decret per a la seva canonització. L'1 de juliol de 2024, el papa Francesc designa la data e li canonitza il 20 d'octubre de 2024. Les seves restes, recuperades, es veneren al convent franciscà de Damasc.